# Pierre Bonny

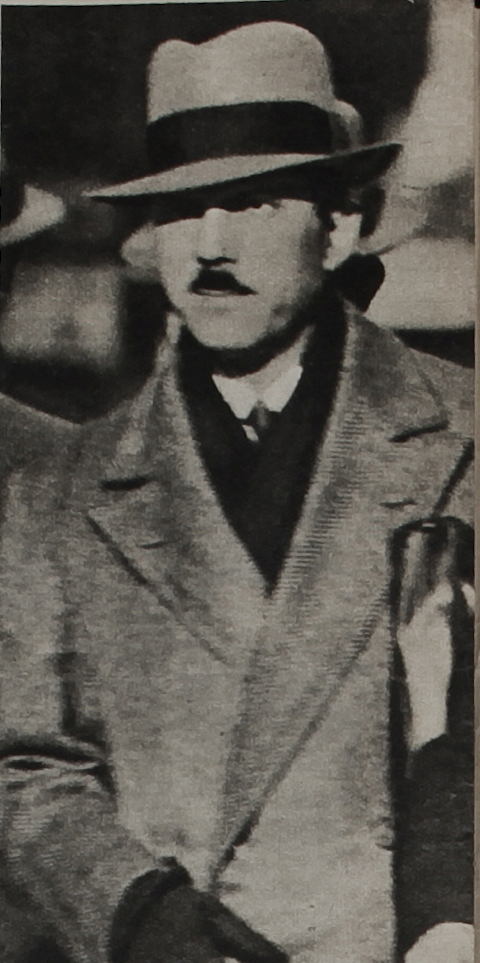
Pierre Bonny (1934)

Pierre Bonny (* 25. Januar 1895 in Bordeaux, Frankreich; † 27. Dezember 1944 im Fort de Montrouge bei Arcueil) war ein französischer Polizist. Im Zweiten Weltkrieg war er Kollaborateur und Mitarbeiter der französischen Gestapo.

## Lebenslauf

### Soldat, Polizist, Journalist
Pierre Bonny wurde 1895 in Bordeaux geboren und stammte aus bäuerlichen Verhältnissen. Im Ersten Weltkrieg geriet er als Korporal der Infanterie während der Schlacht an der Somme im September 1916 in Kriegsgefangenschaft. 1920 heiratete er Blanche Émie aus Ambès, mit der er einen Sohn Jacques hatte. Im selben Jahr trat er in die Polizei ein, wo er bis 1935 hauptsächlich routinemäßige Sekretariatsarbeiten ausführte. Allerdings war er in dieser Zeit auch mit mehreren skandalösen Affären in der französischen Hauptstadt befasst, unter anderem mit der Untersuchung der Hochstapeleien und des Todesfalls von Alexandre Stavisky, doch stets in untergeordneter Funktion.
In dieser Zeit verbüßte Bonny mehrere kurze Gefängnisstrafen. Im Januar 1935 wurde er wegen Unterschlagung im Rahmen der Ausübung eines öffentlichen Amtes aus dem Polizeidienst entlassen. Anschließend arbeitete Bonny unter anderem im Journalismus als freier Mitarbeiter für L’Œuvre und Le Canard enchaîné. Auch nach der Besetzung von Paris 1940 lebte er zunächst in bescheidenen Verhältnissen.

### Kollaborateur, Gestapo-Agent

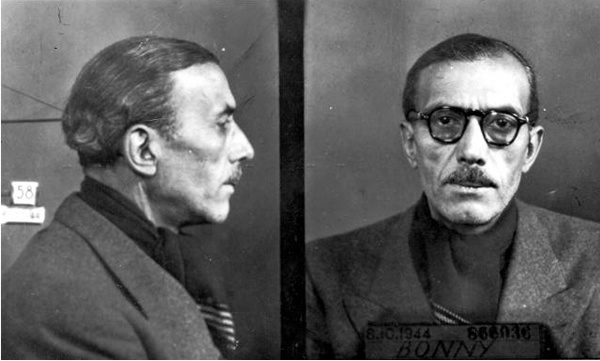
Pierre Bonny, Oktober 1944

Ende 1941 oder Anfang 1942 wurde Bonny in die französische Gestapo aufgenommen, die ihren Sitz in der Rue Lauriston 93 im 16. Arrondissement hatte. Die Umstände seiner diesbezüglichen Einstellung sind unklar, möglicherweise hatte er sich zuvor erfolglos bei der Abwehr beworben. Bonny wurde administrativer Leiter der Carlingue, unter der Führung des Kollaborateurs und Berufsverbrechers Henri Lafont (1902–1944). Bonny übernahm auch die verfahrensrechtliche Betreuung von Fällen, die von seinen Komplizen gegen die Widerstandsbewegung geführt wurden. Als Experte für Verhöre pflegte er seine Gefangenen brutal zu misshandeln und zu foltern. Als rechte Hand von Lafont stand er in regelmäßigem Kontakt mit den SS-Verantwortlichen in Paris, insbesondere mit Helmut Knochen, dem Befehlshaber der Sicherheitspolizei (BdS) für das besetzte Frankreich. Unter anderem verhaftete Bonny Geneviève de Gaulle, die nach Folterungen am 2. Februar 1944 ins Konzentrationslager Ravensbrück deportiert wurde. Er beteiligte sich auch an der Rekrutierung von Mitgliedern der Nordafrikanischen Legion (Légion nord-africaine, LNA bzw. Brigade nord-africaine BNA), die im Januar 1944 von Lafont und Mohammed El-Maadi, einem militanten Rechtsextremisten algerischer Herkunft und führendes Mitglied des Rassemblement national populaire, mit Unterstützung von Jean Luchaire gegründet wurde und Partisanen in unterschiedlichen Gebieten im unzugänglichen Maquis bekämpfte, insbesondere im Zentralmassiv.
Im Laufe der Befreiung von Paris wurden die Strukturen in der Rue Lauriston aufgelöst. Bonny vernichtete akribisch Archive und kompromittierende Akten und flüchtete zusammen mit Lafont und ihren Familien auf einen Bauernhof im Loiret, in der Hoffnung, nach Spanien fliehen zu können. Doch ihr Versteck wurde vom Schmuggler und Kollaborateur Joseph Joanovici verraten. Nach monatelangen Verhören im Herbst 1944 wurden die französischen Gestapo-Mitglieder im Dezember des Jahres vor Gericht gestellt. Neun von ihnen wurden zum Tode verurteilt und am 27. Dezember 1944 im Fort de Montrouge hingerichtet, darunter auch Henri Lafont und Pierre Bonny.

## Literarische Figur
Pierre Bonny erscheint als skrupelloser Charakter in verschiedenen literarischen Werken des späten 20. Jahrhunderts. Beispielsweise porträtiert ihn Patrick Modiano in seinem Roman La Place de l’Étoile, sowie in  Abendgesellschaft als „Monsieur Philibert“, neben Henri Lafont als Henri Normand, genannt „der Khedive“. Bonny ist ein Protagonist in La bande Bonny-Lafont von Serge Jacquemard (1928–2006) und erscheint auch in Kriminalromanen von Philippe Aziz (1935–2001).